# Canadian megye
Canadian megye az Amerikai Egyesült Államokban, azon belül Oklahoma államban található. Megyeszékhelye El Reno, legnagyobb városa Oklahoma City. Lakosainak száma 154 405 fő (2020. április 1.). Canadian megye Kingfisher, Grady, Oklahoma, Cleveland, Blaine, Caddo, Logan és McClain megyékkel határos.

## Népesség
A megye népességének változása:
| Lakosok száma | 116 332 | 119 478 | 122 612 | 126 123 | 133 378 | 154 405 |
|               | 2010    | 2011    | 2012    | 2013    | 2015    | 2020    |